# Liracraea odhneri
Liracraea odhneri är en snäckart. Liracraea odhneri ingår i släktet Liracraea och familjen kägelsnäckor.

## Underarter
Arten delas in i följande underarter:
- L. o. benthicola
- L. o. odhneri